# Winzuk Wjatschorka

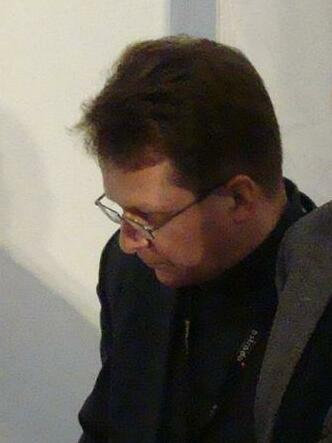
Winzuk Wjatschorka

Waljanzin Ryhorawitsch „Winzuk“ Wjatschorka (belarussisch Валянцін Рыгоравіч „Вінцук“ Вячорка – vʲinˈtsuk vʲaˈtʂorka – russisch Валентин Григорьевич „Винцук“ Вечёрко; geb. 7. Juli 1961, Weißrussische SSR) ist ein belarussischer Politiker. Von 1999 bis 2007 war er Vorsitzender der Partyja BNF.

## Berufliche und politische Karriere
Winzuk Wjatschorka absolvierte 1983 die Philologische Fakultät der Belarussischen Staatlichen Universität und 1986 das Institut für Linguistik der Belarussischen Akademie der Wissenschaften. Er arbeitete als Professor an der Belarussischen staatlichen pädagogischen Maxim-Tank-Universität und am belarussischen Geisteswissenschaftlichen Lyzeum als Journalist und stellvertretender Chefredakteur des Kulturmagazins Spadčyna (Спадчына).
Seit 1979 beteiligt sich Wjatschorka an der nationaldemokratischen Bewegung in Belarus. Er gehörte zu den Gründern mehrerer jugendlicher kultureller Gruppen und Organisationen wie Majstroŭnia (Майстроўня, 1979–1984), Tałaka (Талака, 1986–1989) und der Konföderation belarussischer Jugendorganisationen. Er kandidierte erfolglos für einen Sitz im Obersten Sowjet von Belarus.
1988 war er Mitbegründer der Belarussischen Nationalen Front (BNF). Wjatschorka leitete die Kommission für Programmdokumente und Mitglied des Zentralvorstandes der Partei. Von 1995 bis 1999 war er stellvertretender Leiter der BNF.
Winzuk Wjatschorka ist Gründer und Leiter einer Nichtregierungsorganisation für Bildung, des Supolnaść-Zentrums (Цэнтар „Супольнасьць“), und war von 1999 bis 2000 Leiter der Arbeitsgruppe der NGO-Versammlung von Belarus.

## Privatleben und Familie
Winzuk Wjatschorka spricht mehrere europäische Sprachen, ist verheiratet, hat zwei Töchter und einen Sohn. Seine Frau Aryna ist Mathematikerin. Sein Sohn Franak ist Jugendaktivist bei der BNF und ehemaliger Schüler des belarussischen geisteswissenschaftlichen Lyzeums. Sowohl Winzuk Wjatschorka als auch sein Sohn Franak wurden 2006 im Dokumentarfilm von Mirosław Dembiński, A Lesson of Belarusian, vorgestellt.

## Veröffentlichungen
2016 veröffentlicht Winzuk Wjatschorka das Buch „In Belarusian With Vincuk Viačorka“: In einigen Aufsätzen, die auf dem gleichnamigen Internet-Programm von Radio Liberty basieren, werden die Regeln und Prinzipien des authentischen Belarussisch erklärt, einer Sprache, die infolge der kommunistischen Mandate zur „Sprachfusion“ ernsthaft verzerrt wurde. Wortschatz und Onomastik, Grammatik und Aussprache, Rechtschreibung und Syntax werden in kurzen, leicht lesbaren Lektionen behandelt. Viačorka erläutert unter anderem die Taraschkievica, die nach Branislau Taraschkewitsch benannte klassische belarussische Rechtschreibung. Für seine Bemühungen um die Popularisierung der belarussischen Sprache erhielt Wjatschorka den Civil Society Champions Award 2018 in der Kategorie Media Activity.